# Ram Ouédraogo
Ram Ouédraogo (nascut el 2 de gener, 1950, Agboville, Côte d'Ivoire) és un polític Burkinès i membre del partit Reunió dels Ecologistes de Burkina (RDEB).
Va concórrer com a candidat de la Unió de Verds pel Desenvolupament de Burkina (UVDB) a les eleccions presidencials celebrades el 15 de novembre del 1998, quedant segon darrere l'ocupant Blaise Compaoré amb el 6,61% dels vots. Més tard va marxar de la UVDB i es va unir al partit RDEB.
A les eleccions presidencials del 13 de novembre del 2005, Ouédraogo va quedar 5è dels 13 candidats, rebent el 2,04% dels vots.